# Pécs
Pécs (în germană Fünfkirchen, în croată Pečuh, în sârbă Печуј, în turcă Peçuy) este unul dintre cele mai mari orașe ale Ungariei, și reședința județului Baranya, situat în sud-vestul țării. Era cunoscut în trecut sub numele său german, Fünfkirchen. În vremurile romane se chema Sopianae.
Pécs este centrul administrativ și economic al județului Baranya și este unul dintre cele 23 orașe cu statut de comitat ale țării. Este situat la 200 km sud de capitala Budapesta. 160.000 de oameni locuiesc în Pécs. Situat în mijlocul unei zone agricole, este un centru de desfacere a produselor locale. Până acum câțiva ani, avea o mină de cărbuni și chiar și o mină de uraniu. Există mai multe fabrici, dar de la căderea Cortinei de Fier nu au reușit să treacă peste perioada de tranziție. Aici se află o fabrică destul de faimoasă de porțelan, Porțelan Zsolnay, care are o culoare verzuie, numită "eozin".
Universitatea Pécs a fost fondată de regele Ludovic cel Mare în 1367, fiind cea mai veche universitate din Ungaria. Este compusă din Universitatea de Medicină și Odontologie și JPTE (Janus Pannonius Egyetem).
Pécs nu a suferit de pe urma celui de Al Doilea Război Mondial, deși o importantă luptă cu tancuri s-a desfășurat la 20–25 km sud de oraș, aproape de zona Villányi, când Armata Roșie avansa spre Austria.
Cimitirul paleocreștin din Pécs a fost înscris în anul 2000 pe lista patrimoniului cultural mondial UNESCO.
În anul 2010 orașul Pécs a fost capitală europeană a culturii, împreună cu orașele Istanbul din Turcia, și Essen din Germania.

## Demografie
Componența etnică a municipiului Pécs
     Maghiari (89,52%)
     Germani (4,48%)
     Romi (2,15%)
     Croați (1,31%)
     Necunoscut (1,74%)
     Alții (0,79%)
Componența confesională a municipiului Pécs
     Romano-catolici (42,82%)
     Fără religie (20,29%)
     Reformați (5,63%)
     Atei (2,57%)
     Luterani (1,45%)
     Necunoscută (26,71%)
     Alte religii (3%)
Conform recensământului din 2011, orașul Pécs avea 144.586 de locuitori. Din punct de vedere etnic, majoritatea locuitorilor (89,52%) erau maghiari, existând și minorități de germani (4,48%), romi (2,15%) și croați (1,31%). Apartenența etnică nu este cunoscută în cazul a 1,74% din locuitori. Majoritatea locuitorilor sunt romano-catolici (42,82%), cu minorități de persoane fără religie (20,29%), reformați (5,63%), atei (2,57%) și luterani (1,45%). Pentru 26,71% din locuitori nu este cunoscută apartenența confesională.

## Personalități
- Marcel Breuer (1902 - 1981), arhitect, designer evreu american;
- Victor Vasarely (1906 - 1997), pictor;
- László Sólyom (1942 - 2023), om politic;
- Antonio De Blasio (n. 1955), om politic;
- Katinka Hosszú (n. 1989), înotătoare.